# Хойя мясистая
Хойя мясистая (лат. Hoya carnosa) — вид вьющихся суккулентных вечнозелёных кустарников из рода Хойя (Hoya) семейства Кутровые (Apocynaceae) (по другой классификации — семейства Ластовневые). Популярное комнатное растение.

## Название
Растение широко известно под названием «восковой плющ». Ещё одно название растения — «восковое дерево» (восковым деревом также называют один из видов токсикодендрона, Toxicodendron succedaneum, syn. Rhus succedanea).
В синонимику вида Hoya carnosa входят следующие названия:
- Asclepias carnosa L.f.
- Cynanchum carnosum Decne.
- Hoya chinensis (Lour.) Traill
- Hoya intermedia A.C.Sm.
- Hoya laurifolia Miq.
- Hoya motoskei Teijsm. & Binn.
- Hoya rotundifolia Siebold
- Hoya variegata Siebold ex Morr.
- Schollia carnosa (L.f.) Schrank ex Steud.
- Schollia chinensis (Lour.) J.Jacq.

## Распространение
В природе растение встречается в Восточной Индии, на юге Китая (провинции Фуцзянь, Гуандун и Юньнань, автономный район Гуанси), на Тайване, в Мьянме, во Вьетнаме, Малайзии, на японских островах Кюсю и Рюкю. Растёт во влажных субтропических лесах.

## Биологическое описание

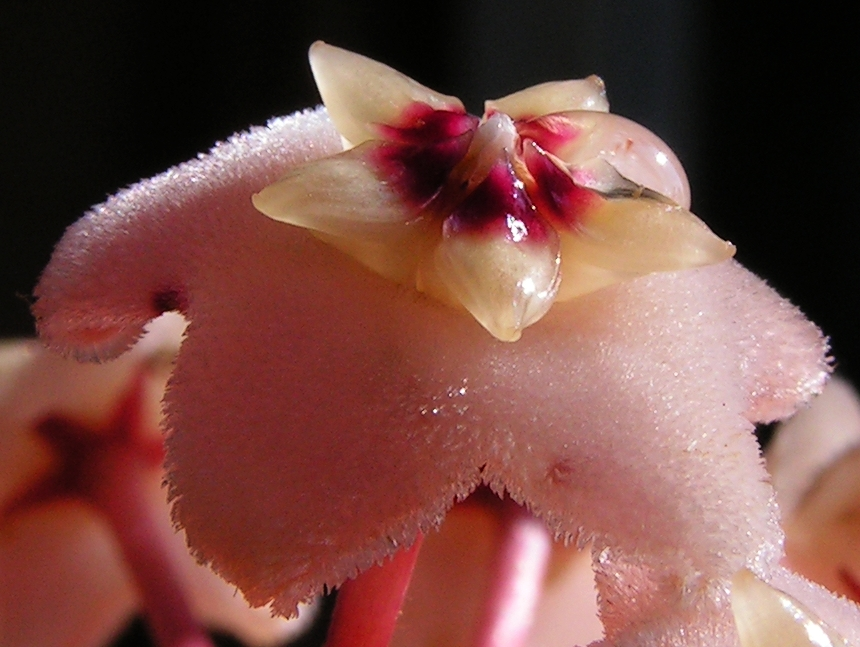
Цветок крупным планом; видны капли выделившегося нектара

Хойя мясистая — вечнозелёная лиана с одревесневающими побегами.
Листья мясистые, овальные, блестящие, тёмно-зелёные.
Цветки звёздчатые, ароматные, будто сделанные из воска (отсюда название растения), собраны в зонтики. Окраска лепестков — от белой до розовой, центральная часть цветка (верхушки пыльников) — тёмно-розовая, винно-красная. Время цветения — лето и осень. В течение года растение может цвести несколько раз. В соцветии может быть до 20 цветков. Цветки выделяют достаточно большое количество сладкого нектара.

## Культивирование
При достаточном освещении растение может успешно расти, регулярно цветя, на любой дренированной почве. Размножение — черенками. Может выращиваться как ампельное растение.
См. также раздел «Культивирование» статьи «Хойя»

## Сорта
Выведено достаточно много сортов, отличающихся в основном формой и окраской листьев (есть сорта с кремовой каймой, а также с окрашенным участком вдоль центральной жилки листа).
Hoya carnosa 'Compacta' — сорт, отличающийся формой листьев: у растений этого сорта они частично согнуты вдоль центральной жилки, а ближе к верхушке загнуты.